# INAX建築技術専門校
INAX建築技術専門校（イナックスけんちくぎじゅつせんもんこう）は、タイル職人の養成を目的とする、認定職業訓練による職業能力開発校で、株式会社LIXILがINAXブランドで運営する。また、全国のLIXIL流通店やタイル工事会社等で構成されるINAX建築技術専門協力会が運営に協力している。

## 概要
本校修了時に技能照査に合格することにより技能士補の称号が得られ、また、技能検定タイル張り職種2級の学科試験が免除となる。INAX建築技術専門協力会のタイル工事会社は2008年（平成20年）7月現在で全国に約80社あり、修了者は、これらの会社への就職斡旋を受けることができる。

## コース

### 認定訓練コース
事業主に雇用されている社員もしくは新規雇用する社員向けのコースで、18～35歳を対象とする。入試は書類審査のみである。訓練生が雇用保険に加入していれば、事業主は申請によりキャリア形成促進助成金と建設教育訓練助成金を受けることができる（2013年（平成25年）3月現在）。

### 一般認定訓練コース
一般の18～35歳までの人で、入校と同時に本校が斡旋するタイル工事会社に就職する。入試は書類審査と面接がある。

### 一般職業訓練コース
一般の18～35歳までの人で、約半年間、本校で訓練を受け、その後、本校が紹介するLIXIL特約店に就職を希望する人を対象とする。入試は、書類審査と面接がある。

## 所在地
- 〒479-0839：愛知県常滑市多屋町4-18-2